# 切列莫什納沃利亞
51°22′41″N 24°11′28″E / 51.37806°N 24.19111°E
切列莫什納沃利亞（烏克蘭語：Черемошна Воля），是烏克蘭的村落，位於該國西部沃倫州，由科韋利區負責管轄，面積1.92平方公里，海拔高度197米，2001年人口442，人口密度每平方公里230.21人。